# Gelis falcatus
Gelis falcatus là một loài tò vò trong họ Ichneumonidae.